# Breitenthal (Parsberg)
Breitenthal ist ein Gemeindeteil der Stadt Parsberg im Landkreis Neumarkt in der Oberpfalz.

## Lage
Das Kirchdorf liegt nördlich der Kernstadt Parsberg. Unweit südlich verläuft die Staatsstraße 2251, weiter entfernt südlich verläuft die A 3.

## 18. Jahrhundert
Nach dem Grundbuchkompendium des Pflegamtes Velburg von 1734 bestand das Dorf aus zehn Anwesen (drei ganze und ein halber Hof, fünf Viertel- und ein Achtelhof) sowie das gemeindliche Hirtenhaus.

## Gemeindezugehörigkeit
Breitenthal wurde im neuen Königreich Bayern durch das Erste Gemeindeedikt 1808 dem Steuerdistrikt Hörmannsdorf im Landgericht Parsberg zugeteilt. Durch das Zweite Gemeindeedikt vom 17. Mai 1818 kam das Dorf zur Ruralgemeinde Rudenshofen. Am 1. Januar 1946 wurde es in die Gemeinde Hörmannsdorf umgegliedert und mit dieser beim Abschluss der Gebietsreform in Bayern am 1. Mai 1978 in die Stadt Parsberg eingemeindet. 

## Sehenswürdigkeiten
In der Liste der Baudenkmäler in Parsberg ist für Breitenthal ein ehemaliges Baudenkmal aufgeführt:
- Das Wohnstallhaus Breitenthal 8 ist ein eingeschossiger giebelständiger Satteldachbau mit Schieferdeckung. Es stammt aus dem 18./19. Jahrhundert.